# Rommen (Windeck)
Rommen ist ein Ortsteil der Gemeinde Windeck im Rhein-Sieg-Kreis.

## Lage
Rommen liegt auf den Hängen des Bergischen Landes. Nachbarorte sind Mittel im Osten, Gierzhagen im Süden und Schönenbach im Norden. Der Ort ist über die Bundesstraße 256 erreichbar.

## Geschichte
Der Ort wurde urkundlich erstmals 1464 als Ruwenhaen erwähnt, worin der Hain Namensbestandteil ist, 1582 dann als Rommheim.
Das Dorf gehörte zum Kirchspiel Rosbach und zeitweise zur Bürgermeisterei Dattenfeld.
1830 hatte Rommen 67 Einwohner.
1845 hatte der Weiler 67 Einwohner in 13 Häusern, davon 59 evangelisch und acht katholisch. 1863 waren es 64 Personen. 1888 gab es 60 Bewohner in elf Häusern.
1962 wohnten hier 75 und 1976 65 Personen.